# ویروو (استان ماسوویان)

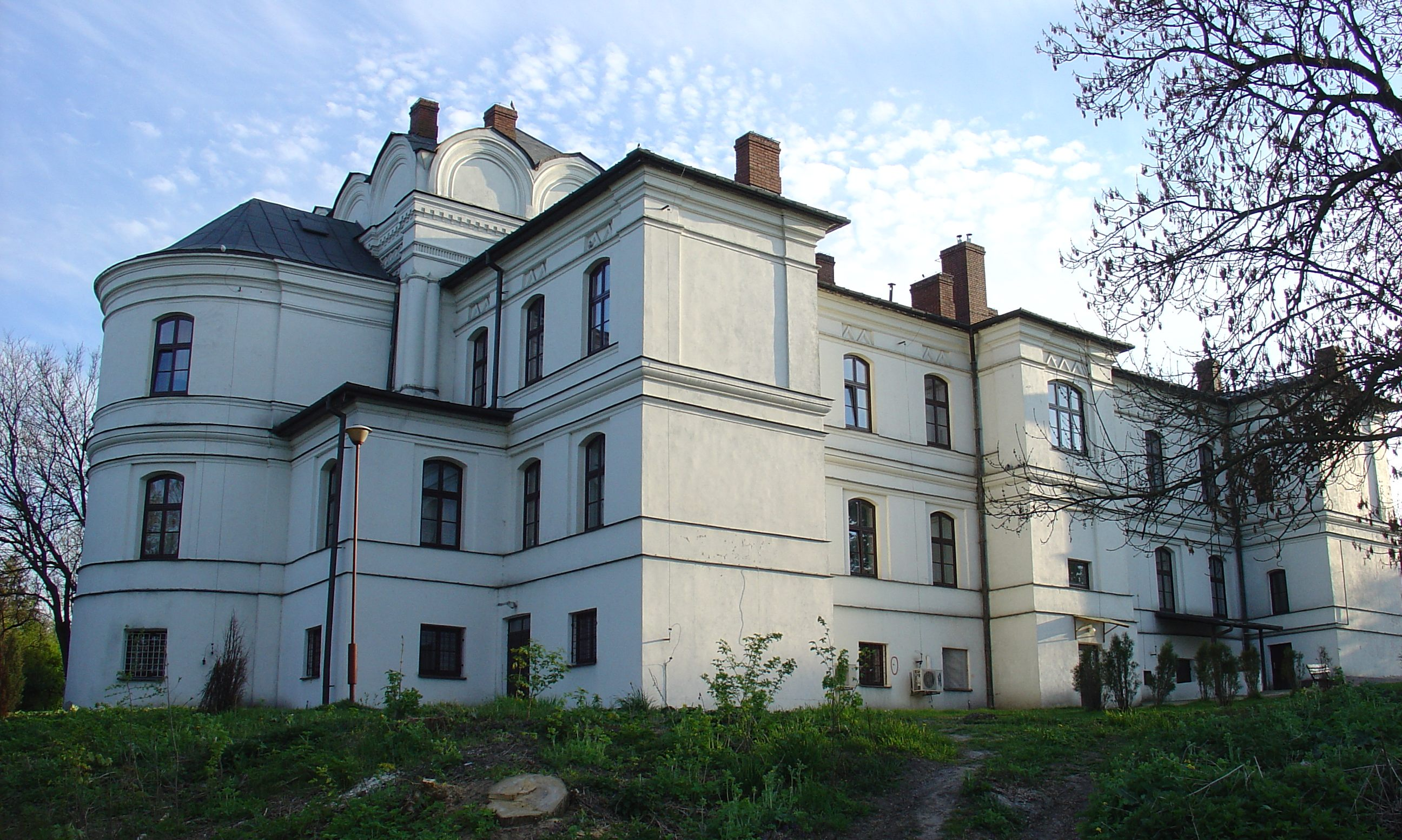
خانه ای در روستای ویروو (استان ماسوویان، لهستان)

ویروو (به لاتین: Wirów) یک روستا در لهستان است که در گمینا یابووننا لاتسکا واقع شده‌است.